# Cibolacris weissmani
Cibolacris weissmani är en insektsart som beskrevs av Otte, D. 1981. Cibolacris weissmani ingår i släktet Cibolacris och familjen gräshoppor. Inga underarter finns listade i Catalogue of Life.